# سیارک ۲۲۶۶۶
سیارک ۲۲۶۶۶ (به انگلیسی: 22666 Josephchurch، نامگذاری:1998QE24) بیست و دو هزار و ششصد و شصت و ششمین سیارک کشف شده‌است که در ۱۷ اوت ۱۹۹۸ کشف شد.
قدر مطلق سیارک برابر ۱۸.۶ است.